# 博爾門湖
博爾門湖（瑞典語：Bolmen）是位於瑞典斯莫蘭地區的一個湖泊。面積184平方公里，為瑞典面積第十大湖。湖水最大深度37公尺。
湖中有一個較大的島嶼博爾門島（Bolmsö），在歷史上曾經是當地議會的開會地點。
56°55′N 13°40′E / 56.92°N 13.67°E